# Gujuli-Ondona
Gujuli-Ondona (oficialmente Goiuri-Ondona) es un concejo del municipio de Urcabustaiz, en la provincia de Álava, País Vasco (España).

## Localidades
Forman parte del concejo las localidades de:
- Gujuli (en euskera y oficialmente Goiuri).
- Ondona.

## Etimología
En el caso de Gujuli, aparece recogido como Guiari en documento de 1257, mientras que Ondona aparece recogido como Ondona en documento del año 937, así como Undona en otro documento de 1257.

## Historia
En el año 937, el abad Lifuarre y sus compañeros entregaron al monasterio de San Esteban de Salcedo, varias iglesias alavesas entre las que se incluía la de Ondona. Asimismo, en el marco de las luchas señoriales del siglo XIII, tuvo lugar la batalla de Ondona, en la cual Orduño de Salcedo, aliado de la casa de Guevara, derrotó en Ondona a Pedro Hurtado de Mendoza. En este episodio radica la leyenda por la cual Salcedo, al arrancar el pendón de Mendoza, quedó con un girón con 5 panelas, que incorporaría a sus blasones. Por otro lado, tanto Gujuli como Ondona han pertenecido históricamente al señorío, valle y hermandad de Urcabustaiz, encuadrándose eclesiásticamente en el arciprestazgo de Cigoitia de la Diócesis de Vitoria, dependiente ésta de la Archidiócesis de Burgos, si bien anteriormente pertenecían a la vicaría de Orduña, que formaba parte de la Diócesis de Calahorra.

## Naturaleza
Destaca en el entorno natural del concejo la cascada de Gujuli, un salto vertical de más de 100 m de altura que tiene el arroyo Oyardo. El caudal de la cascada es prácticamente nulo durante el verano, siendo las mejores épocas para disfrutar de ella la primavera y el otoño. El arroyo Oyardo es afluente del río Altube, que a su vez desemboca en el río Nervión.

## Demografía
| Gráfica de evolución demográfica de Gujuli-Ondona entre 2000 y 2017 |
|                                                                     |
| Población de derecho según los censos de población del INE.         |

## Monumentos
- Iglesia de Santiago Apóstol. De su fábrica original románica conserva puerta y ventanales románicos, siendo el retablo mayor moderno.[4]
- Ermita de San Antonio.

## Personajes ilustres
- Antonio Ortiz de Urbina (1934-2001): Sacerdote, escritor, crítico y antropólogo natural de Gujuli.

## Fiestas
El concejo celebra sus fiestas en el mes de septiembre.